# Icogne
Icogne (toponimo francese) è un comune svizzero di 566 abitanti del Canton Vallese, nel distretto di Sierre.

## Storia
Il comune di Icogne è stato istituito nel 1905 per scorporo da quello di Lens.

## Monumenti e luoghi d'interesse

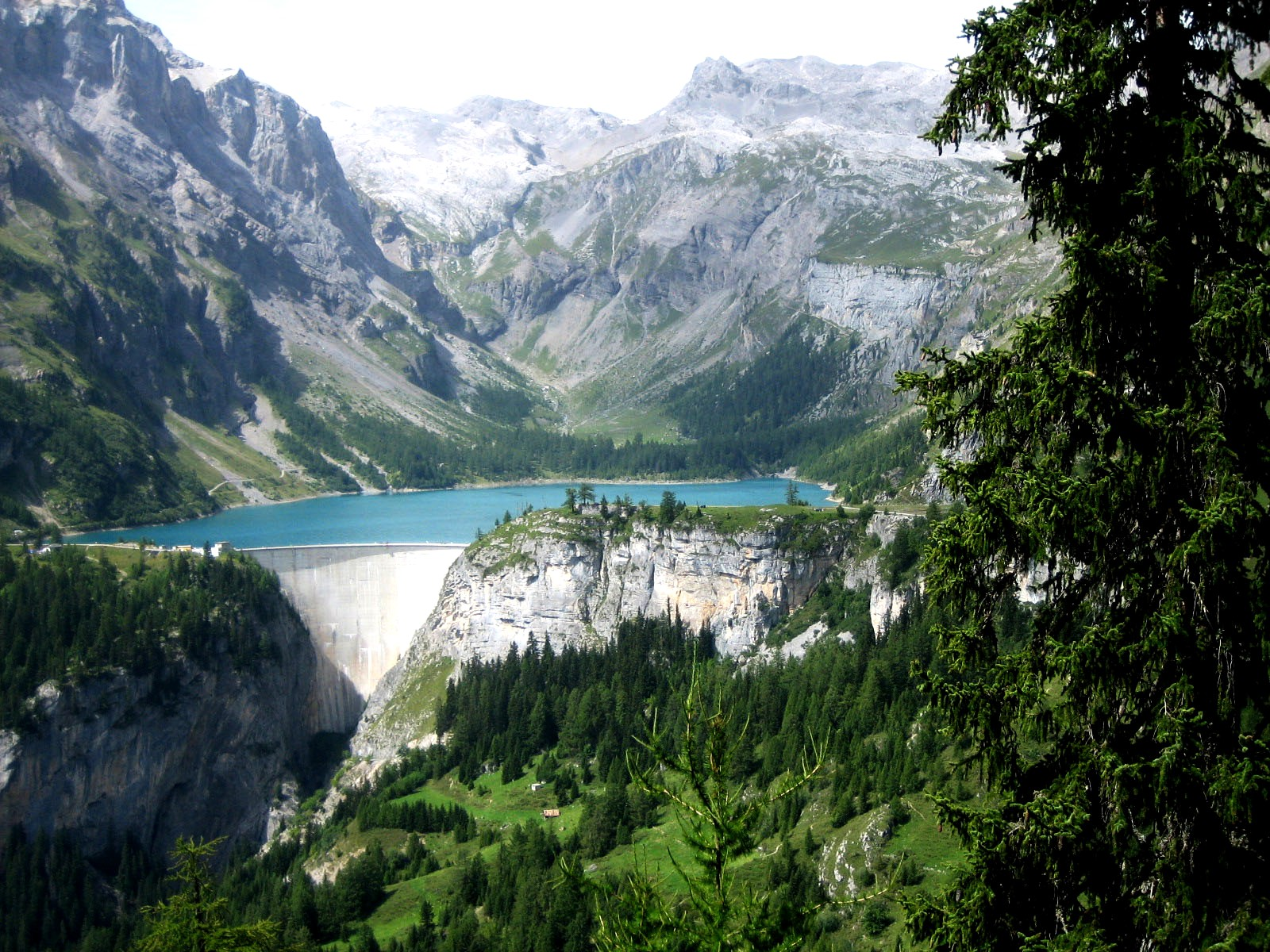
La diga di Zeuzier

- Cappella cattolica di San Gregorio Nazianzeno, eretta nel 1678 e ricostruita nel 1946[1];
- Diga di Zeuzier.

## Società

### Evoluzione demografica
L'evoluzione demografica è riportata nella seguente tabella:
Abitanti censiti

## Amministrazione
Ogni famiglia originaria del luogo fa parte del cosiddetto comune patriziale e ha la responsabilità della manutenzione di ogni bene ricadente all'interno dei confini del comune.